# Olsynium trinerve
Olsynium trinerve är en irisväxtart som först beskrevs av John Gilbert Baker, och fick sitt nu gällande namn av Roberto A. Rodríguez och Clodomiro Fidel Segundo Marticorena. Olsynium trinerve ingår i släktet Olsynium och familjen irisväxter. Inga underarter finns listade i Catalogue of Life.